# ألبان جي. باركر
ألبان جي. باركر هو محامي وسياسي أمريكي، ولد في 21 مارس 1893 في موريسفيل في الولايات المتحدة، وتوفي في 10 مايو 1971. نشط حزبياً في الحزب الجمهوري. وقد انتخب عضو مجلس نواب فيرمونت ‏.